# Крокер (Південна Дакота)
Крокер (англ. Crocker) — переписна місцевість (CDP) в США, в окрузі Кларк штату Південна Дакота. Населення — 19 осіб (2010).

## Географія
Крокер розташований за координатами 45°6′51″ пн. ш. 97°46′15″ зх. д. / 45.11417° пн. ш. 97.77083° зх. д. (45.114064, -97.770814).  За даними Бюро перепису населення США в 2010 році переписна місцевість мала площу 10,19 км², з яких 9,40 км² — суходіл та 0,80 км² — водойми.

## Демографія
Згідно з переписом 2010 року, у переписній місцевості мешкало 19 осіб у 13 домогосподарствах у складі 5 родин. Густота населення становила 2 особи/км².  Було 19 помешкань (2/км²).
Расовий склад населення:
| - 100,0 % — білих |

До двох чи більше рас належало 0,0 %. Частка іспаномовних становила 0,0 % від усіх жителів.
За віковим діапазоном населення розподілялося таким чином: 0,0 % — особи молодші 18 років, 52,6 % — особи у віці 18—64 років, 47,4 % — особи у віці 65 років та старші. Медіана віку мешканця становила 62,8 року. На 100 осіб жіночої статі у переписній місцевості припадало 111,1 чоловіків;  на 100 жінок у віці від 18 років та старших — 111,1 чоловіків також старших 18 років.
Цивільне працевлаштоване населення становило 0 осіб. 